# 원시가족 뚜따 패밀리
《원시가족 뚜따 패밀리》는 2009년 8월 25일부터 12월 15일까지 방송되었던 EBS드라마이다.

## 등장 인물
- 신기준 : 뚜따 역
- 윤찬 : 빠부 역
- 황석정 : 마뚜 역
- 백종승 : 찌따 역
- 방은영 : 뿌띠 역
- 신영옥 : 미끼 역
- 채송화 : 또라 역
- 현원: 투디 / 조상 원시인 역
- 백재진 : 큰놈 역
- 조희 : 짜부 역
- 유병선 : 짱돌 역
- 최대성 : 삐뽀 역
- 김현진 : 투투 역
- 임채선 : 아나마나 역
- 정흥석 : 삐디 역
- 김윤미 : 짱나 역
- 채은주 : 빵상 역
- 이윤혜 : 열나 역
- 김도엽 : 아투 역
- 김수하 : 쭈쭈 역
- 박민수 : 쪼라 역